# Campeonato Africano de Ginástica Rítmica de 2024
O Campeonato Africano de Ginástica Rítmica de 2024, também conhecido como XVIII Campeonato Africano, será realizado de 25 a 26 de abril de 2024 em Quigali, Ruanda. A competição é um evento classificatório para os Jogos Olímpicos de 2024.

## Medalhistas

### Sênior
| Evento            | Ouro                | Prata                | Bronze               |
| ----------------- | ------------------- | -------------------- | -------------------- |
| Equipes           |                     |                      |                      |
| Equipes           | Egito               | África do Sul        | Tunísia              |
| Individual        |                     |                      |                      |
| Geral             | Aliaa Saleh (EGY)   | Luana Gomes (ANG)    | Habiba Marzouk (EGY) |
| Arco              | Aliaa Saleh (EGY)   | Luana Gomes (ANG)    | Habiba Marzouk (EGY) |
| Bola              | Aliaa Saleh (EGY)   | Habiba Marzouk (EGY) | Luana Gomes (ANG)    |
| Maças             | Luana Gomes (ANG)   | Habiba Marzouk (EGY) | Aliaa Saleh (EGY)    |
| Fita              | Mariem Seliem (EGY) | Aliaa Saleh (EGY)    | Luana Gomes (ANG)    |
| Grupos            |                     |                      |                      |
| Geral             | Egito               | África do Sul        | Angola               |
| 5 Arcos           |                     |                      |                      |
| 3 Fitas + 2 Bolas |                     |                      |                      |

### Juvenil
| Evento     | Ouro               | Prata              | Bronze                |
| ---------- | ------------------ | ------------------ | --------------------- |
| Equipes    |                    |                    |                       |
| Equipes    | Egito              | África do Sul      | Tunísia               |
| Individual |                    |                    |                       |
| Geral      | Alia Ahmed (EGY)   | Lina Heleika (EGY) | Chade Jansen (RSA)    |
| Arco       | Alia Ahmed (EGY)   | Lina Heleika (EGY) | Chade Jansen (RSA)    |
| Bola       | Alia Ahmed (EGY)   | Lina Heleika (EGY) | Tricha Richards (RSA) |
| Maças      | Alia Ahmed (EGY)   | Lina Heleika (EGY) | Chade Jansen (RSA)    |
| Fita       | Lina Heleika (EGY) | Alia Ahmed (EGY)   | Chade Jansen (RSA)    |
| Grupos     |                    |                    |                       |
| Geral      | Egito              | África do Sul      | Tunísia               |
| 5 Bolas    |                    |                    |                       |
| 5 Cordas   |                    |                    |                       |

## Quadro de medalhas
| Pos.               | País               | Ouro | Prata | Bronze | Total |
| ------------------ | ------------------ | ---- | ----- | ------ | ----- |
| 1                  | Egito              | 14   | 8     | 3      | 25    |
| 2                  | Angola             | 1    | 2     | 3      | 6     |
| 3                  | África do Sul      | 0    | 4     | 5      | 9     |
| 4                  | Tunísia            | 0    | 0     | 3      | 3     |
| Total (4 entradas) | Total (4 entradas) | 15   | 14    | 14     | 43    |